# Vuonamonlahti
Vuonamonlahti är en vik i Finland. Den är en del av sjön Nilakka och ligger i Keitele i landskapet Norra Savolax, i den centrala delen av landet, 300 km norr om huvudstaden Helsingfors.